# Yukinori Taniguchi

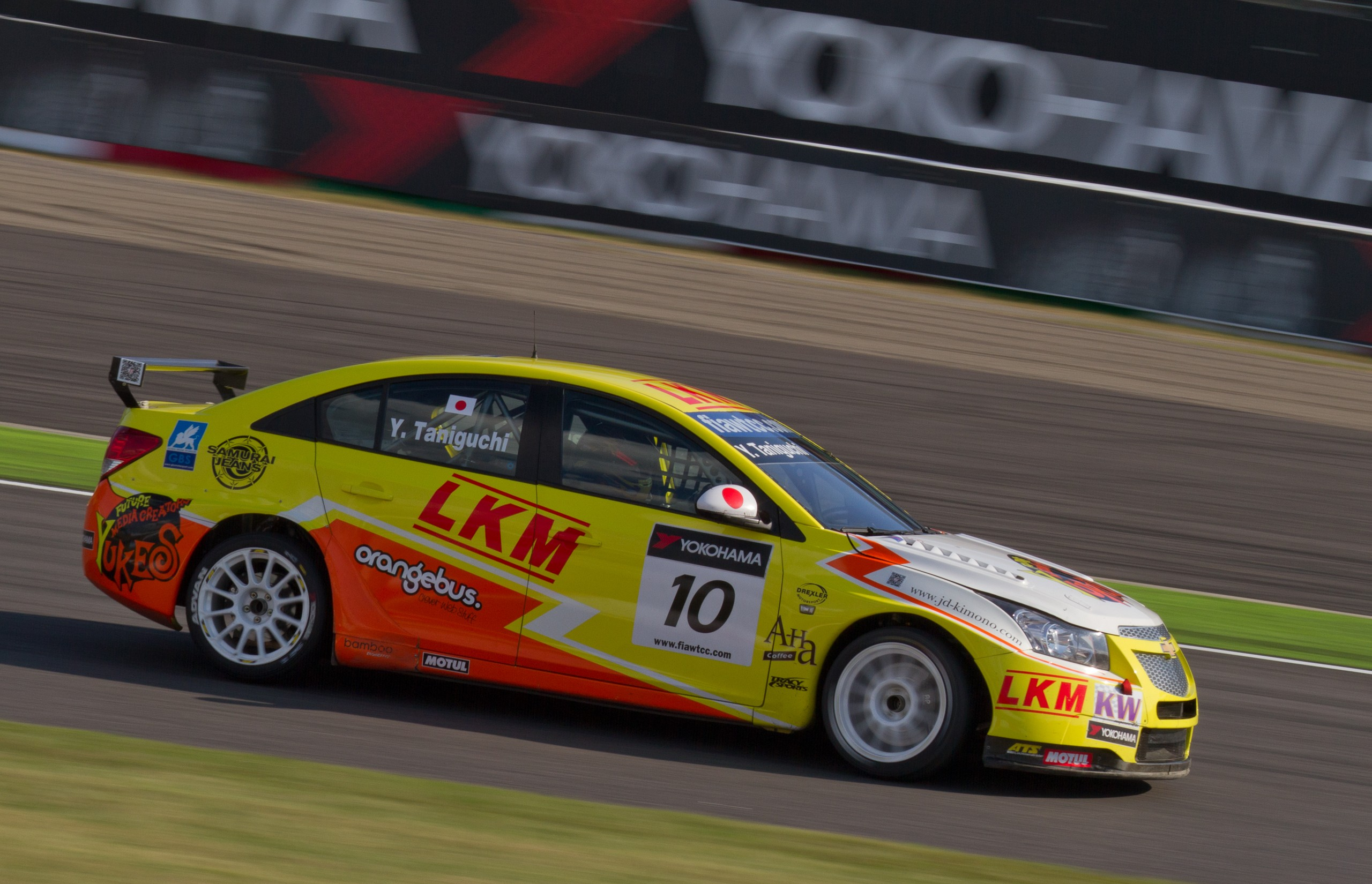
Yukinori Taniguchi op het Suzuka International Racing Course in 2011.

Yukinori Taniguchi (Japans: 谷口 行規) (Hiroshima, 27 september 1968) is een Japans autocoureur en ondernemer. In 1993 richtte Taniguchi zijn eigen computerspellenbedrijf Yuke's op in Sakai, wat uitsluitend worstelspellen uitbrengt.

## Carrière
Taniguchi begon zijn carrière in de autosport als sponsor. Als coureur nam hij deel aan one-designkampioenschappen en won hij in 2005 de titel in de Super Taikyu. In 2007 werd hij tweede in de Japan Le Mans Challenge.
In 2008 maakte Taniguchi zijn debuut in het World Touring Car Championship voor het team N.Technology in een Honda Accord Euro R. Hij nam deel aan de races op het Autodromo Nazionale Monza en het Okayama International Circuit, waarbij een negentiende plaats in de tweede race in Okayama zijn beste resultaat was.
In 2010 keerde Taniguchi terug in het WTCC bij het team bamboo-engineering in een Chevrolet Lacetti. Hij nam deel aan de laatste vier raceweekenden van het seizoen als vervanger van Harry Vaulkhard. In de eerste race in Okayama eindigde hij als negende, waardoor hij met twee punten als achttiende eindigde in het kampioenschap.
In 2011 reed Taniguchi fulltime in het WTCC voor Bamboo. Na het eerste raceweekend stapte het team over van een Chevrolet Lacetti naar een Chevrolet Cruze 1.6T. Een zevende plaats op het Suzuka International Racing Course waren zijn enige zes punten van het seizoen, waardoor hij als twintigste in het kampioenschap eindigde. Hij nam niet deel aan de laatste drie races van het seizoen, aangezien hij zijn auto bij een crash op het Shanghai Tianma Circuit onvervangbaar beschadigde.
Nadat hij in 2012 opnieuw kampioen werd in de Super Taikyu, keerde Taniguchi in 2013 op Suzuka terug in het WTCC als vervanger van Fredy Barth bij het team Wiechers-Sport in een BMW 320 TC. Het volgende raceweekend op het Shanghai International Circuit stapte hij in bij Campos Racing naast Fernando Monje en Hugo Valente in een Seat Leon. Het laatste raceweekend van het seizoen op het Circuito da Guia verving hij Rickard Rydell bij het team NIKA Racing in een Chevrolet Cruze. Hij werd hiermee de eerste WTCC-coureur die voor drie verschillende teams in drie verschillende auto's deelnam in één seizoen. Ook won hij drie races in de Eurosport Asia Trophy, waarmee hij kampioen werd in deze klasse.